# Echaporã
Echaporã è un comune del Brasile nello Stato di San Paolo, parte della mesoregione di Marília e della microregione omonima.

## Storia
Il comune è stato creato nel 1938 con legge statale.

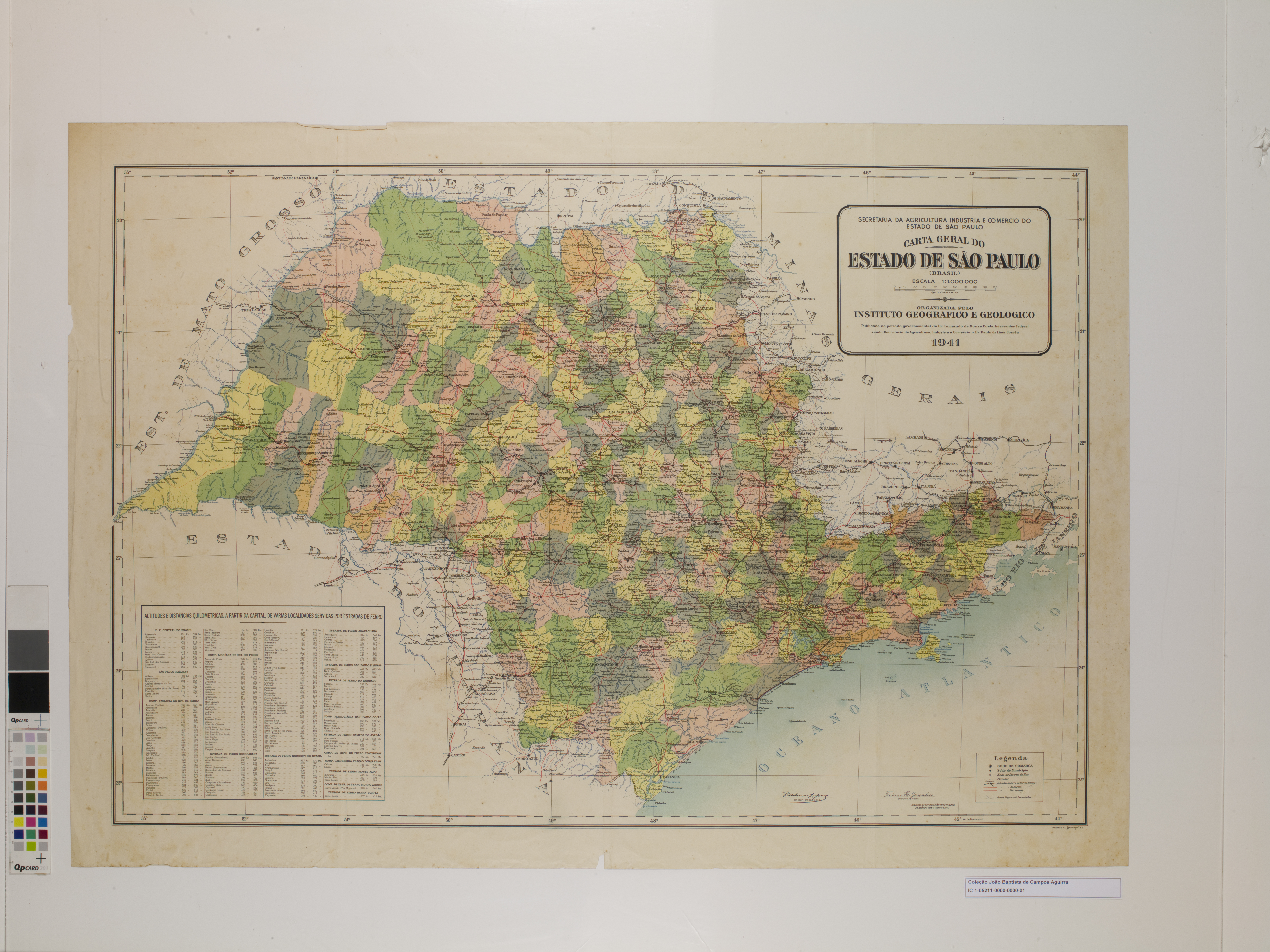
Mappa dello stato di San Paolo (1938).

## Religione
Il Cristianesimo è presente nel comune come segue:

### Cattolicesimo
La chiesa cattolica nel comune fa parte della Diocesi di Assis.

### Protestantesimo
In città sono presenti le credenze evangeliche più diverse, principalmente pentecostali, compresa la Chiesa Assemblee di Dio brasiliana (la più grande chiesa evangelica del paese), Chiesa Congregazione cristiana nel Brasile, tra gli altri. Queste denominazioni crescono sempre di più in tutto il Brasile.